# Старовишнівецький замок
Старовишнівецький замок — втрачена оборонна споруда в селі Старому Вишнівці Вишнівецької громади Кременецького району Тернопільської области України.

## Відомості
У XIV ст. князь Дмитра-Корибута Ольгердовича спорудив замок на невисокому пагорбі біля річки, яка його оточує валами і ровами.
У XV ст. на фортецю неодноразово здійснювалися напади татари. Князь Несвицького Солтан значно укріпив замок.
У 1494 р. фортецю повністю зруйновано.